# Ödipus und die Sphinx (Moreau)
Ödipus und die Sphinx (französisch Œdipe et le Sphinx) ist ein Gemälde des französischen Künstlers Gustave Moreau. Ein offizieller Salon stellte es im Jahre 1864 erstmals aus. Mit diesem Bild, das die Schlüsselszene des antiken Ödipus-Mythos zeigt, wurde der Maler erstmals einer breiten Öffentlichkeit bekannt. Heute gehört es zur Sammlung des Metropolitan Museum of Art in New York.

## Bildgestaltung
Die Bildmitte dominiert ein geflügeltes Fabelwesen, das an Ödipus’ Brust hängt und ihn gegen die Felswand am rechten Rand drängt. Dieser, in eine drapierte Chlamys gehüllt, stützt sich auf seinen Speer und blickt der Sphinx direkt ins Auge. Die beiden Protagonisten sind ganzfigurig zu sehen.
Ein plötzlicher Abbruch, aus dem eine Hand und ein Fuß eines Toten ragen, distanziert den Betrachter vom Geschehen. An einer Säule am rechten Bildrand windet sich eine Schlange zu einem Schmetterling empor und links und rechts wachsen Sträucher: Feige und Lorbeerbaum. Links im Hintergrund die felsige Enge, durch die der Weg nach Theben führt.

## Deutung

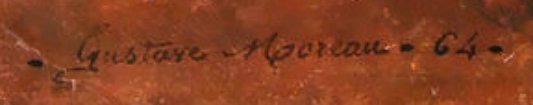
Signatur in der linken unteren Ecke

Im zu Grunde liegenden Mythos lauert die Sphinx am Weg nach Theben Reisenden auf und stellt ihnen ein Rätsel; scheitern die Kandidaten, werden sie zerrissen. Die Sphinx hat Ödipus ihr Rätsel eben gestellt und wartet. Ödipus fixiert jedoch unbeeindruckt das Fabelwesen und wird bald die richtige Antwort geben, worauf sich das Ungeheuer in den Abgrund stürzen wird.
Im Vordergrund liegen die Leichen derer, die diese Antwort nicht wussten. Ein Fuß und eine Hand sind zu sehen, außerdem ein Stück roter Stoff und eine Krone: Ruhm und Macht sind vergeblich und belanglos. Um eine Säule am rechten Bildrand windet sich eine Schlange, ein zur Erde gehörendes (chthonisches), todbringendes Tier, und darüber fliegt ein Schmetterling, das Symbol der unsterblichen Seele. Die Sträucher links und rechts sind eine Feige, die mit Saturn verbunden wird und damit mit der alles verschlingenden Zeit, und der Lorbeer bedeutet Unsterblichkeit.
Moreau erläutert sein Konzept so:

„Der Maler beschreibt den Menschen in seiner schwersten Stunde, wenn er sich vor das ewige Rätsel gestellt sieht. Es bedrängt und umklammert ihn mit seinen furchtbaren Klauen. Doch der Reisende, stolz und gelassen dank seiner moralischen Kraft, sieht ihm, ohne zu zittern, in die Augen. Es ist die Chimäre des Irdischen, nichtig wie die Materie und ebenso verlockend wie sie, dargestellt als jener zauberhafte Frauenkopf mit Flügeln, den Ausdruck des Ideals, aber sie hat den Körper eines Ungeheuers, eines Raubtiers, das sein Opfer zerreißt und vernichtet.“

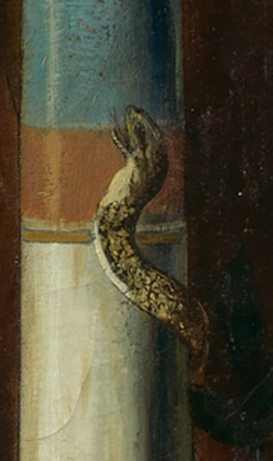
Schlange
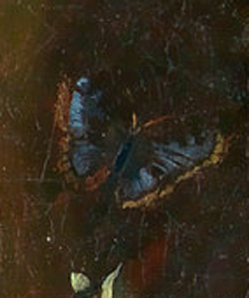
Schmetterling

## Ausführung und Vorbilder

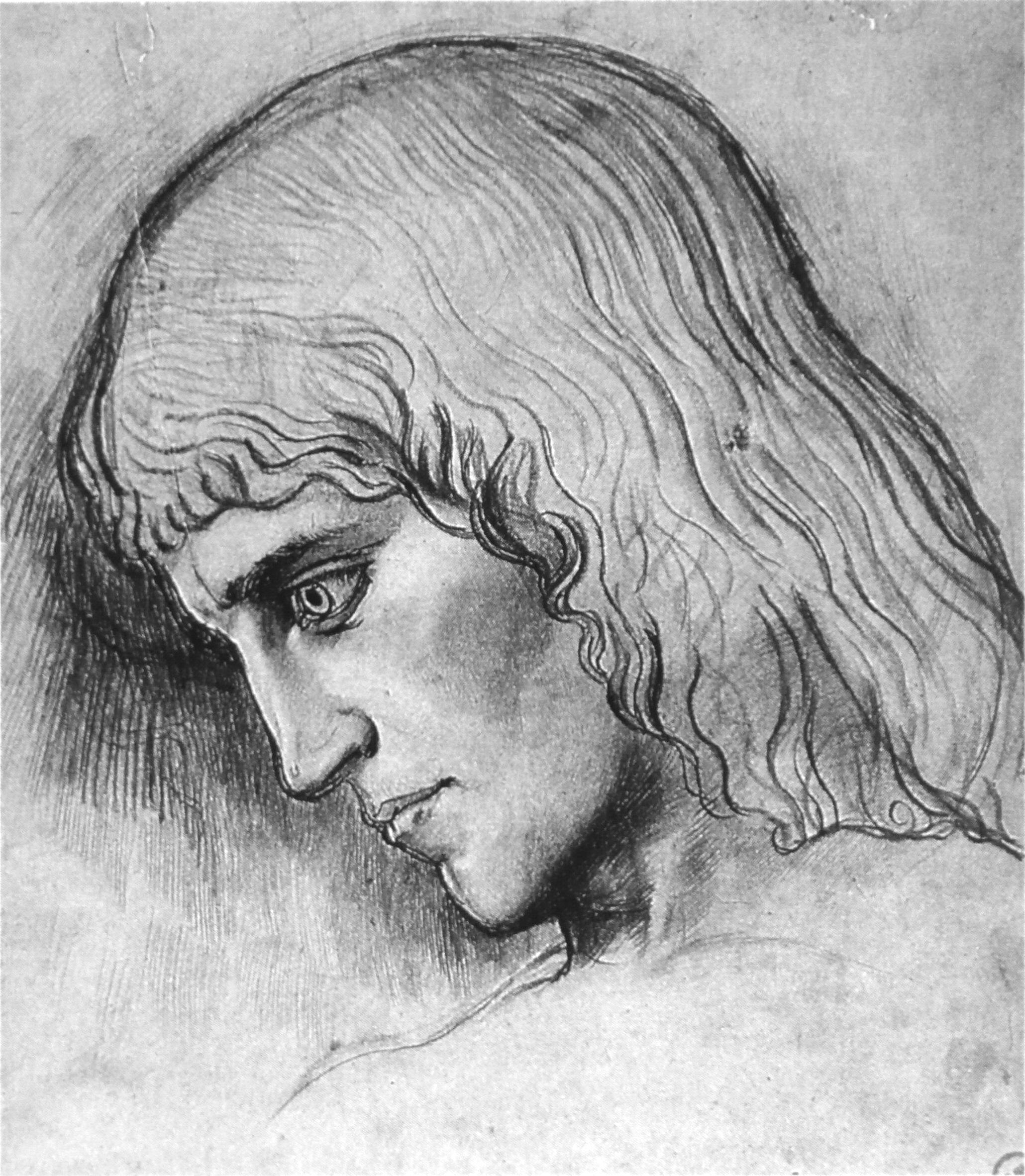
Kopfstudie

Untypisch für Moreau ist die analytische, traditionelle Methode mit ersten Bildideen, Entwürfen, Studien, Skizzen und Quadrierung. Während er andere Bilder grob mit dem Spachtel ausführte, arbeitete er an Ödipus und die Sphinx rund vier Jahre. Er schreibt dazu in seinen Notizbüchern: Ödipus ist eine Figur, die streng nach der Natur gestaltet werden muß, denn man wird die Erhabenheit und das Ideal um so besser erreichen, je mehr man sich dem Menschen annähert, so wie er ist.

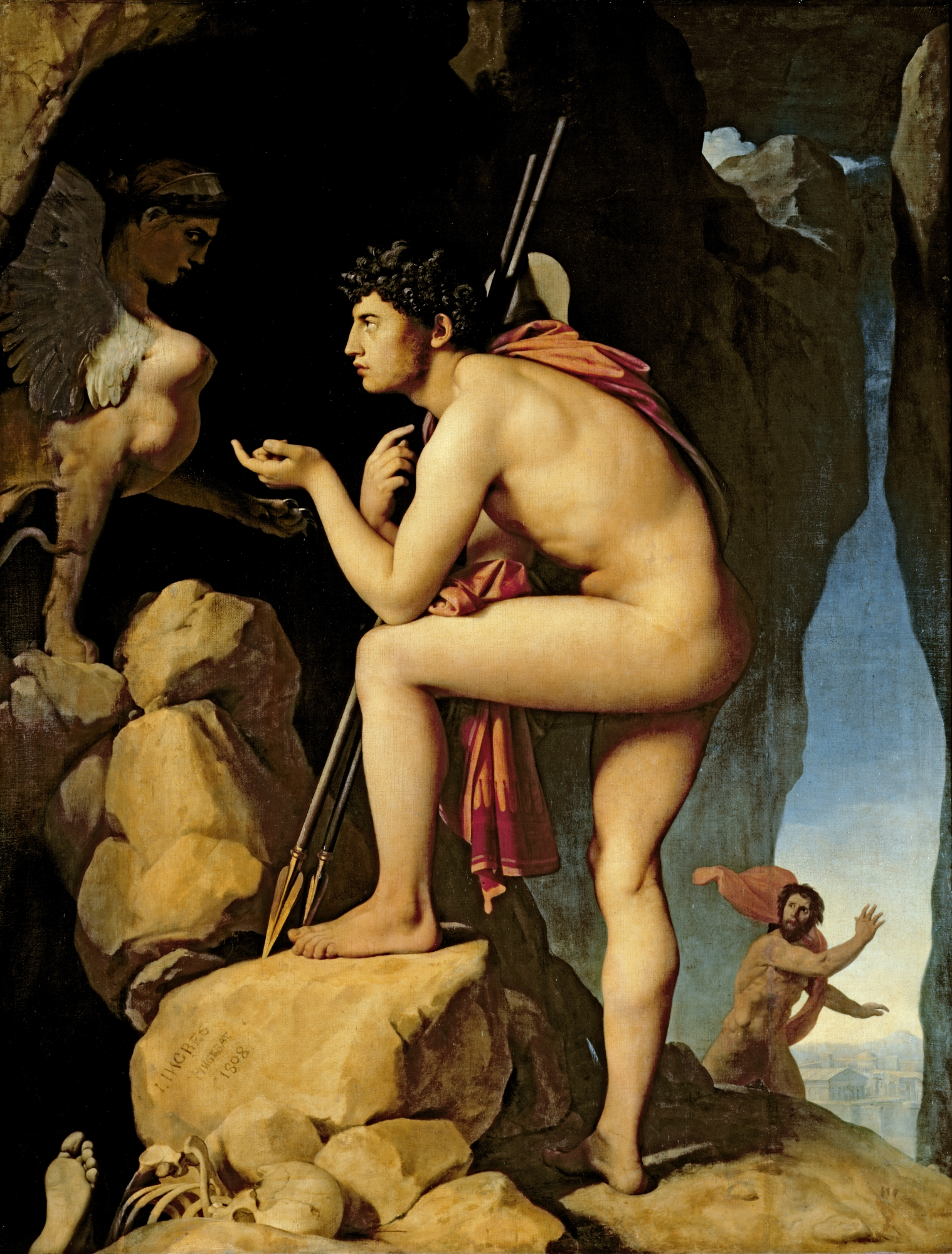
Fassung von Ingres (1808)

Direkte Vorbilder sind verschiedene Fassungen von Jean-Auguste-Dominique Ingres aus den Jahren 1808 bis 1825, von denen Moreau vieles übernahm: Den auf den Boden gerichteten Speer, die drapierte Chlamys (griechischer Überwurf), die Leichenteile im Vordergrund und das Aussehen der Sphinx. Schließlich bildet bei Ingres wie bei Moreau eine verengte Stelle den Hintergrund. Allerdings steht der Held bei Ingres im Bildmittelpunkt und nicht das Fabelwesen und die Szene hat philosophischen Charakter: Ödipus fragt und argumentiert.
Vermutlich kannte Moreau ein Gedicht Heinrich Heines aus der Vorrede zur dritten Auflage des Buches der Lieder. Dort imaginiert der Dichter eine steinerne Sphinx, die unter seinen Küssen zum Leben erwacht. Ein Auszug davon:
Sie trank mir fast den Odem aus –

Und endlich, wollustheischend,

Umschlang sie mich, meinen armen Leib

Mit den Löwentatzen zerfleischend.

## Der zu Grunde liegende Mythos
Ein Orakel warnt König Laios von Theben vor einem eventuellen leiblichen Sohn, denn dieser würde ihn töten. Als nun tatsächlich ein Sohn geboren wird, beschließen Laios und seine Gattin Iokaste ihn auszusetzen. Ein Hirte rettet jedoch das Kind und König Polybos von Korinth adoptiert es. Als der erwachsene Ödipus seinerseits ein Orakel befragt, prophezeit es, er würde seinen Vater töten und seine Mutter heiraten. Um dies zu vermeiden, verlässt er Korinth. Auf seiner Reise trifft er, allerdings ohne es zu wissen, auf seinen leiblichen Vater und tötet diesen im Streit. Damit ist die erste Prophezeiung erfüllt. Auf dem Weg nach Theben trifft er auf die Sphinx, die ihm ein Rätsel auf Leben und Tod stellt. Es lautet:

„Es ist am Morgen vierfüßig, am Mittag zweifüßig, am Abend dreifüßig. Von allen Geschöpfen wechselt es allein in der Zahl seiner Füße; aber eben, wenn es die meisten Füße bewegt, sind Kraft und Schnelligkeit bei ihm am geringsten.“

Ödipus antwortet darauf korrekt:

„Du meinst den Menschen, der am Morgen seines Lebens, solange er ein Kind ist, auf zwei Füßen und zwei Händen kriecht. Ist er stark geworden, geht er am Mittag seines Lebens auf zwei Füßen, am Lebensabend, als Greis, bedarf er der Stütze und nimmt den Stab als dritten Fuß zu Hilfe.“

Die enträtselte Sphinx springt darauf in den Abgrund. Die dankbaren Thebaner krönen Ödipus zum König und geben ihm seine leibliche Mutter Iokaste zur Frau. Damit ist die zweite Prophezeiung erfüllt. Nach vielen Jahren bricht die Pest aus und die Thebaner befragen ein Orakel. Dieses verkündet, dass die Seuche erst endet, wenn der Mörder des Laios das Land verlässt. Als sich herausstellt, dass Ödipus ein Vatermörder und der Sohn seiner Gattin ist, sticht er sich die Augen aus und verlässt seine Heimat.